# Sebastes brevispinis
Sebastes brevispinis är en fiskart som först beskrevs av Tarleton Hoffman Bean, 1884.  Sebastes brevispinis ingår i släktet Sebastes och familjen kungsfiskar. Inga underarter finns listade i Catalogue of Life.